# Jim Brogan
Pour les articles homonymes, voir Brogan.
Jim Brogan, de son nom complet James Andrew Brogan, est un footballeur écossais né le 5 juin 1944 à Glasgow et mort le 24 septembre 2018. Il évoluait au poste d'arrière gauche.

## Biographie
Jim Brogan est joueur du Celtic FC de 1963 à 1975,,.
Avec le Celtic, il est septuple Champion d'Écosse, il remporte également quatre Coupes d'Écosse et trois Coupes de la Ligue,.
Jim Brogan dispute la finale de la Coupe des clubs champions en 1970. Le Celtic perd la finale contre le Feyenoord Rotterdam sur le score de 1-2,.
En 1975, il est transféré dans le club de Coventry City,. Avec cette équipe, il dispute 28 matchs en première division anglaise.
Il ne reste qu'une unique saison avec ce club anglais et rejoint ensuite l'Ayr United,.
Jim Brogan raccroche les crampons en 1978 après deux saisons avec Ayr,.

### En équipe nationale
International écossais, il reçoit quatre sélections en équipe d'Écosse pour aucun but marqué durant l'année 1971,.
Il joue son premier match en équipe nationale le 21 avril contre le Portugal (défaite 0-2 à Lisbonne) pour le compte des éliminatoires de l'Euro 1972.
Jim Brogan dispute ensuite trois rencontres dans le cadre du British Home Championship en mai (match nul 0-0 contre le pays de Galles à Cardiff, défaite 0-1 contre l'Irlande du Nord à Glasgow et défaite 1-3 à Londres contre l'Angleterre).

## Palmarès
Celtic FC
| - Championnat d'Écosse (7) : - Champion : 1967-68, 1968-69 1969-70, 1970-71, 1971-72, 1972-73 et 1973-74. - Coupe d'Écosse (4) : - Vainqueur : 1968-69, 1970-71, 1971-72 et 1973-74. - Finaliste : 1965-66, 1969-70 et 1972-73. |  | - Coupe de la Ligue écossaise (3) : - Vainqueur : 1968-69, 1969-70 et 1974-75. - Finaliste : 1964-65, 1970-71, 1971-72, 1972-73 et 1973-74. - Coupe des clubs champions : - Finaliste : 1969-70. |